# Serbios de Croacia
Los serbocroatas (o serbios de Croacia) constituyen la minoría nacional más importante en Croacia. Históricamente ha existido una sustancial población de serbios en Croacia desde la Edad Media, aunque la población ha ido disminuyendo. De 1991 a 1995, durante la guerra de Croacia, existió un estado independiente de facto, la República de la Krajina Serbia, que incluía varios territorios en Croacia donde los serbios eran la población mayoritaria. Durante la guerra de Croacia, tras la Operación Tormenta llevada a cabo por el ejército croata, provocó la expulsión de unos 250.000 serbios de la Krajina.

## Demografía

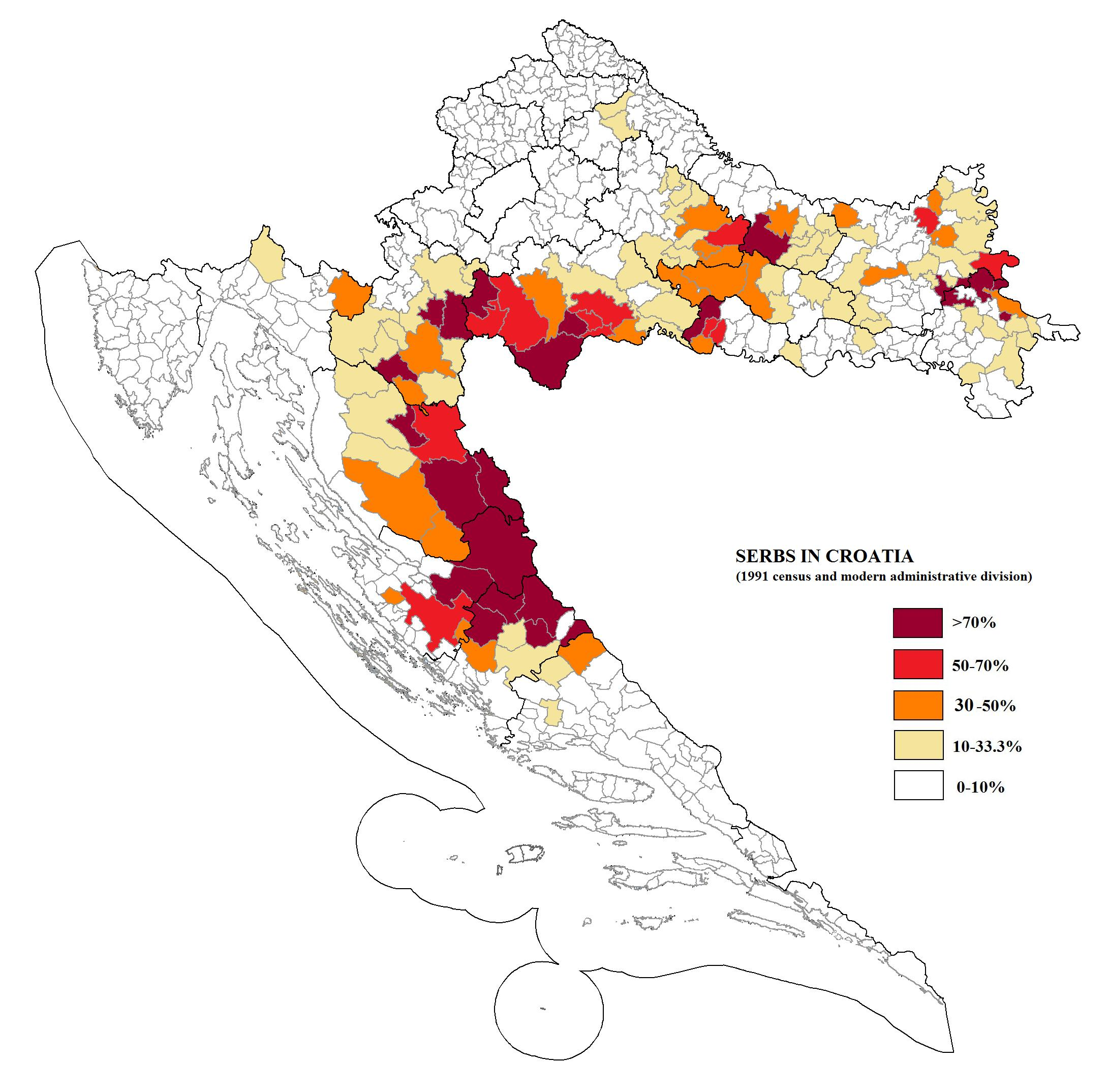
Serbios en Croacia (1991).

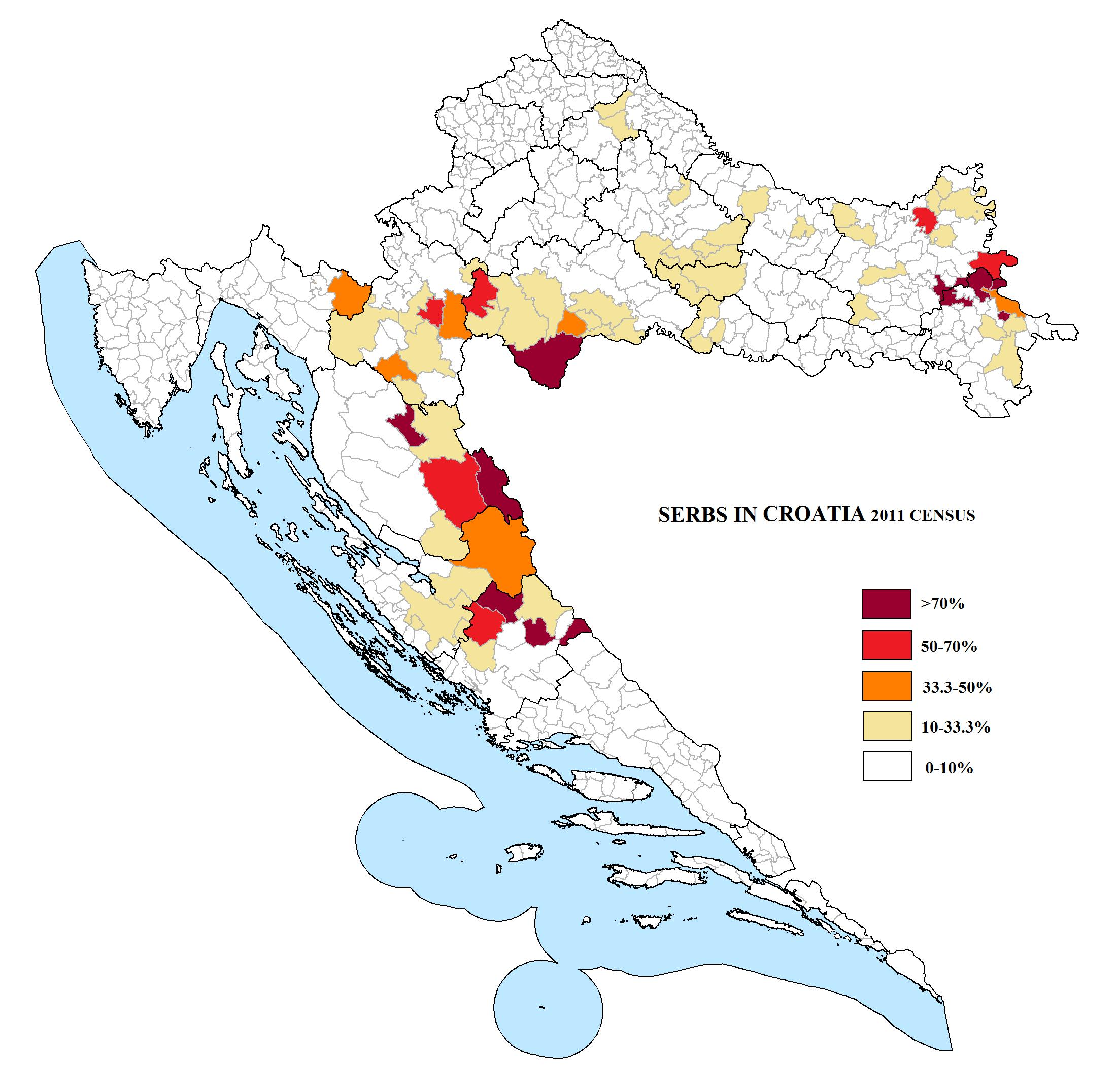
Serbios en Croacia (2011).

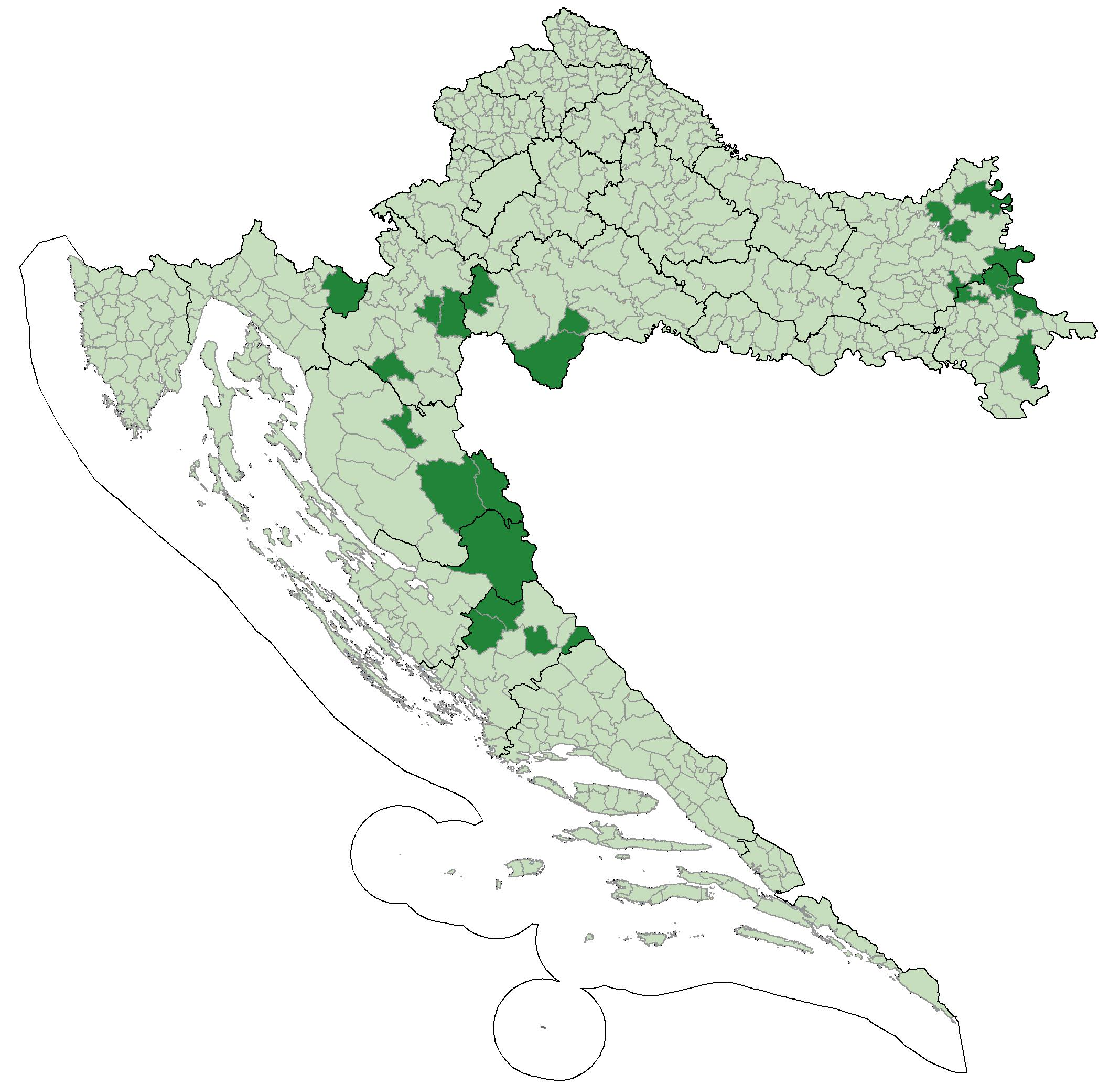
Localidades croatas donde el serbio aún es idioma oficial.

Según el censo de 2011 había 186 633 personas de etnia serbia que vivían en Croacia, el 4,4% de la población total. Su número se redujo en más de dos tercios por las secuelas de la guerra de Croacia en 1991-1995, especialmente tras la Operación Tormenta, pues el censo de 1991 antes de la guerra había reportado 581 663 serbios que vivían en Croacia, un 12,2% de la población total. 
| Población de Croacia 1931-2021 | Población de Croacia 1931-2021 | Población de Croacia 1931-2021 | Población de Croacia 1931-2021 |
| Año                            | Serbios                        | %                              | Total pob.                     |
| ------------------------------ | ------------------------------ | ------------------------------ | ------------------------------ |
| 1931                           | 636 518                        | 16.81%                         | 3 785 455                      |
| 1948                           | 543 795                        | 14.47%                         | 3 756 807                      |
| 1953                           | 588 411                        | 15.01%                         | 3 918 817                      |
| 1961                           | 624 956                        | 15.02%                         | 4 159 574                      |
| 1971                           | 626 789                        | 14.16%                         | 4 426 221                      |
| 1981                           | 531 502                        | 11.55%                         | 4 601 469                      |
| 1991                           | 581 663                        | 12.16%                         | 4 784 265                      |
| 2001                           | 201 631                        | 4.54%                          | 4 437 460                      |
| 2011                           | 186 633                        | 4.36%                          | 4 284 899                      |
| 2021                           | 123 892                        | 3,2%                           | 3 871 833                      |

### Condados
Condados con una importante presencia serbia (10% o más):
| Condado                    | Población total | Nº de serbios | % de serbios | % total de las minorías |
| -------------------------- | --------------- | ------------- | ------------ | ----------------------- |
| Condado de Vukovar-Sirmia  | 179 521         | 27 824        | 15.50%       | 20.83%                  |
| Condado de Lika-Senj       | 50 927          | 6 949         | 13.65%       | 15.85%                  |
| Condado de Sisak-Moslavina | 172 439         | 21 002        | 12.18%       | 17.61%                  |
| Condado de Šibenik-Knin    | 109 375         | 11 518        | 10.53%       | 12.61%                  |
| Condado de Karlovac        | 128 899         | 13 408        | 10.40%       | 13.89%                  |

### Ciudades
Ciudades con una importante presencia serbia (10% o más):
- Vrbovsko (1 788 o 35.22%)
- Vukovar (9 654 o 34.87%)
- Obrovac (1 359 o 31.44%)
- Glina (2 549 o 27.46%)
- Beli Manastir (2 572 o 25.55%)
- Hrvatska Kostajnica (690 o 25.04%)
- Knin (3 551 o 23.05%)
- Skradin (679 o 17.75%)
- Ogulin (2 466 o 17.72%)
- Pakrac (1 340 o 15.84%)
- Lipik (860 o 13.94%)
- Benkovac (1 519 o 13.78%)
- Daruvar (1 429 o 12.28%)
- Petrinja (2 710 o 10.98%)
- Slunj (534 o 10.52%)
- Garešnica (1 062 o 10.14%)

### Municipalidades
Municipalidades con una importante presencia serbia (10% o más):
- Ervenik (1 074 o 97.19%)
- Negoslavci (1 417 o 96.86%)
- Markušica (2 302 o 90.10%)
- Trpinja (5 001 u 89.75%)
- Borovo (4 537 u 89.73%)
- Biskupija (1 452 u 85.46%)
- Šodolovci (1 365 u 82.58%)
- Donji Lapac (1 704 u 80.64%)
- Vrhovine (1 108 u 80.23%)
- Civljane (188 o 78.66%)
- Dvor (4 005 o 71.90%)
- Krnjak (1 362 o 68.61%)
- Vrginmost (1 976 o 66.53%)
- Jagodnjak (1 333 o 65.89%)
- Kistanje (2 166 o 62.22%)
- Erdut (3 987 o 54.56%)
- Udbina (958 o 51.12%)
- Plaški (952 o 45.55%)
- Gračac (2 118 o 45.16%)
- Vojnić (2 130 o 44.71%)
- Donji Kukuruzari (569 o 34.82%)
- Topusko (893 o 29.92%)
- Majur (323 o 27.26%)
- Plitvička Jezera (1 184 o 27.08%)
- Darda (1 603 o 23.20%)
- Sunja (1 280 o 22.27%)
- Stari Jankovci (952 o 21.61%)
- Saborsko (136 o 21.52%)
- Okučani (716 o 20.77%)
- Dragalić (243 o 17.85%)
- Kneževi Vinogradi (815 o 17.66%)
- Popovac (355 o 17.03%)
- Viljevo (340 o 16.46%)
- Rasinja (533 o 16.31%)
- Podgorač (466 o 16.20%)
- Lovinac (162 o 16.09%)
- Stara Gradiška (197 o 14.45%)
- Nova Bukovica (245 o 13.83%)
- Sirač (300 o 13.53%)
- Đulovac (427 o 13.16%)
- Velika Pisanica (231 o 12.97%)
- Sokolovac (440 o 12.88%)
- Levanjska Varoš (153 o 12.81%)
- Lišane Ostrovičke (87 o 12.46%)
- Barilovići (354 o 11.84%)
- Lasinja (192 o 11.82%)
- Dežanovac (318 o 11.71%)
- Suhopolje (763 o 11.42%)
- Nijemci (515 o 10.95%)
- Tompojevci (164 o 10.48%)
- Polača (153 o 10.42%)
- Magadenovac (195 o 10.07%)

## Serbocroatas notables
Artistas
- Ana Sol Sikić, psicoanalista.
- Petar Bergamo (1930-), compositor.
- Arsen Dedić (1938-2015), músico, compositor y poeta.
- Vladan Desnica (1905-1967), escritor.
- Vojin Jelić (1921-2004), poeta.
- Simo Matavulj (1852-1908), novelista.
- Lukijan Mušicki (1777-1837), poeta, escritor y políglota.[10]
- Zaharije Orfelin (1726-1785), erudito del siglo XVIII.[11]
- Božidar Petranović (1809-1874), académico y periodista.[12]
- Petar Preradović (1818-1872), poeta.[13]
- Josif Runjanin (1821-1878), compositor del Himno nacional croata.[14]
- Rade Šerbedžija (nacido en 1946), actor.[15]
- Slavko Štimac (nacido en 1960), actor.
- Konstantin Vojnović (1832-1903), político, profesor y rector de la Universidad de Zagreb.
- Ivo Vojnović (1857-1929), escritor.[16]
- .Toma Rosandić (1878-1958), escultor.
- Stana Katic (1978 -), actriz.[17]

Científicos
- Nikodim Milaš (1845-1915), obispo y experto en derecho eclesiástico.
- Nikola Tesla (1856-1943),  inventor e ingeniero.
- Milutin Milanković (1879-1958), geofísico e ingeniero.
- Jovan Karamata (1902-1967), matemático.
- Mihailo Merćep (1864-1937), aviador.
- Sima Ćirković (1929-2009), historiador.
- Dejan Medaković (1922-2008), historiador ganador del premio Herder.
- Sava Mrkalj (1783-1833), lingüista.
- Josif Pančić (1814-1888), botánico, descubridor de la Pícea de Serbia.
- Gajo Petrović (1927-1993), filósofo.
- Nikola Hajdin  (nacido en 1923), ingeniero y presidente de la SANU.

Deportistas
- Siniša Mihajlović (1969 -), futbolista.
- Vladimir Beara (1928 -), futbolista.
- Danijel Ljuboja, futbolista.
- Predrag Stojaković (1977), baloncestista.[18]
- Ilija Petković (1945-2020), futbolista.
- Petar Trifunović, ajedrecista.
- Kosta Perović, baloncestista.
- Zoran Erceg, baloncestista.
- Milan Mačvan, baloncestista.
- Božidar Maljković, baloncestista.
- Jelena Dokić (1983), tenista.
- Jasna Šekarić (1965), medallista olímpico de tiro.[19]
- Vladimir Vujasinović (1973),  jugador de waterpolo.

Otros
- Beloš Vukanović (1110-1198), príncipe serbio, Ban de Croacia entre 1142 y 1163.[20]
- Gerasim Zelić (1752-1838), eclesiástico y escritor.
- Svetozar Boroević (1856-1920), militar.
- Momčilo Đujić (1907-1999), militar chetnik.
- Stevan Šupljikac (1786-1848), voivoda (militar) y duque de la Vojvodina serbia.
- Stjepan Jovanović (1828-1885). militar.
- Rade Končar (1911-1942). líder comunista.
- Boško Buha (1926-1943). partisano.
- Mile Mrkšić (1947 -), militar.
- Patriarca Pavle de Serbia (1914-2009; nacido Gojko Stojčević); antiguo Patriarca de Serbia.[21]
- Svetozar Pribićević (1875-1936), político del Reino de Yugoslavia.[22]
- Jovan Rašković (1929-1992), político.
- Slavko Ćuruvija (1949-1999), periodista.
- Josif Rajačić (1785-1861), eclesiástico y barón.[23]
- Jovo Stanisavljević Čaruga (1897-1925), hajduk de comienzos del siglo XX.
- Zdravko Ponoš (1962 -), militar.
- Mirko Marjanović (1937-2006), expresidente de Serbia y antiguo oficial de Slobodan Milošević.
- Nada Dimić (1923-1942), héroe comunista yugoslavo.